# Dominik Paris
Pour les articles homonymes, voir Paris (homonymie).
Dominik Paris, né le 14 avril 1989 à Merano, est un skieur alpin italien spécialiste des épreuves de vitesse, champion du monde du Super G en  2019, vice champion du monde de descente en 2013. Il compte également à son palmarès vingt victoires en descente en Coupe du monde, dont ses deux premières ont été obtenues à Bormio et Kitzbühel lors de la saison 2012-2013, et quatre en super G. Il remporte son premier globe de cristal, celui du super G, au terme de la saison 2018-2019 qui est la meilleure de sa carrière avec sept victoires, dont trois doublés descente + super G, à Bormio, Kvitfjell et lors des finales de Soldeu.

## Biographie
Membre des Forestale, Dominik Paris fait ses débuts dans des courses FIS en 2004 et en Coupe du monde en 2008, année où il remporte une manche de Coupe d'Europe à Sella Nevea. Aux Championnats du monde junior 2009, il remporte un total de trois médailles, dont l'argent à la descente et le combiné et le bronze au super G.
En fin d'année 2009, il marque ses premiers points pour la Coupe du monde en super combiné à Beaver Creek (26e). Il participe à ses premiers Jeux olympiques en 2010 , à Vancouver (23e du combiné).
Alors qu'il n'a pas terminé plus haut que 14e jusque là, l'Italien obtient son premier podium en Coupe du monde en janvier 2011 lors de la descente de Chamonix, où il finit deuxième, derrière Didier Cuche. 
Près de deux années plus tard, il remporte la descente de Bormio lors de la Coupe du monde 2012-2013, ex æquo avec Hannes Reichelt. Puis il remporte une deuxième victoire lors de la légendaire descente de Kitzbühel quelques semaines plus tard. Le 9 février 2013, il devient vice-champion du monde de descente à Schladming derrière le Norvégien Aksel Lund Svindal et devant le Français David Poisson médaillé de bronze.
Lors de la saison 2014-2015, il ouvre son palmarès en super G en montant sur son premier podium à Lake Louise, puis en gagnant celui de Kitzbühel. Par la Suite, Dominik Paris figure parmi les meilleurs spécialistes mondiaux de la vitesse, et entretient une relation particulière avec la Streif de Kizbühel où il s'impose à quatre reprises en tout, y ajoutant des victoires en descente en 2017 et en 2019. La Stelvio de Bormio est également un de ses terrains de jeu favoris avec deux victoires consécutives en descente en 2018 et 2019, année, où il réalise le doublé en s'imposant également dans le  super G. Sa victoire dans la descente de Kitzbühel le 25 janvier 2019 est sa dixième dans la discipline.
Aux Jeux olympiques d'hiver de 2018, à Pyeongchang, il obtient deux bons résultats : quatrième de la descente et septième du super G.
Domnilk Paris remporte son premier titre mondial le 6 février 2019 sur la piste de vitesse Olympia d'Åre à l'arrivée du Super G. Parti avec le dossard n°3, il trouve la vitesse et les meilleures lignes sur la majorité du parcours, mais commet des fautes sur les dernières portes. Pratiquement tous les coureurs lui reprennent du temps en bas du tracé, et il avouera que « ça n'a pas été facile d'attendre dans l'aire d'arrivée, j'ai sué jusqu'au 30e dossard »,  après que Vincent Kriechmayr puis Johan Clarey aient franchi la ligne d'arrivée à 9/100e pour terminer co-médaillés d'argent,. Dominik Paris est le troisième champion du monde italien du Super G après Patrick Staudacher en 2007 et Christof Innerhofer en  2013.
Sa saison 2018-2019 en Coupe du monde est la meilleure de sa carrière, puisqu'il remporte les 2 et 3 mars ses quatrième et cinquième succès dans l'hiver en bas de l'Olympiabakken de Kvitfjell en battant Beat Feuz de 25/100e et Matthias Mayer de 37/100e dans la descente, puis Kjetil Jansrud de 43/100e et Feuz de 60/100e dans le Super G, réalisant donc un doublé comme à Bormio la même saison.  Il est en course pour les petits globes de cristal des deux spécialités jusqu'aux finales de Soldeu programmées mi-mars, à 80 points de Feuz dans le classement descente, et désormais en tête du classement Super G avec 44 points d'avance sur Vincent Kriechmayr. « Cette année en particulier, je me régale énormément à skier, et le je fais très bien. Je réussis à faire ce que je veux sur la piste, et cela se voit », dit le skieur du Trentin-Haut-Adige après son doublé en Norvège. Il s'impose d'ailleurs dans la dernière descente de la saison sur la piste andorrane de Soldeu le 13 mars, pour totaliser quatre victoires en descente dans l'hiver. Mais c'est Beat Feuz, plus régulier cette saison en ne quittant pratiquement jamais les podiums de la descente, qui s'adjuge le globe de cristal de la discipline en classant 6e de cette ultime épreuve et conservant 20 points d'avance au classement. Il réalise le lendemain son troisième doublé descente + Super G de la saison après Bormio et Kvitjfell, en s'imposant devant Mauro Caviezel et Vincent Kriechmayr  (sa septième victoire de l'hiver), ce qui lui permet de s'adjuger le petit globe de la discipline, qui est le premier trophée de cristal de sa carrière.
Les 27 et 28 décembre 2019, Dominik Paris remporte ses premières victoires de la saison 2019-2020, (18e de sa carrière), dans les deux descentes de Bormio : c'est la sixième fois depuis 2012 qu'il s'impose sur la piste de vitesse de Stelvio. Encore deuxième derrière Beat Feuz de la descente de Wengen le 18 janvier, et à la lutte avec le skieur suisse pour le gain du globe de cristal de la spécialité, Dominik Paris se blesse gravement à l'entraînement quelques jours plus tard en chutant dans une courbe dans la station de  Kirchberg, alors qu'il se prépare pour la descente à venir à Kitzbühel où il s'était imposé en 2019. Victime d'une rupture du ligament antérieur du genou droit, il est contraint de mettre un terme à sa saison.
Lors de la saison 2020-2021, Paris commence son hiver avec des résultats entre la dixième et la vingtième place, puis retrouve sa place dans le haut des classements, montant sur le podium de la descente de Kitzbühel, gagnée par Beat Feuz. Deux semaines plus tard, il bat ce dernier pour s'imposer sur la descente de Garmisch-Partenkirchen. Alors qu'il dispute les Championnats du monde à domicile à Cortina d'Ampezzo, il ne parvient pas à décrocher de médaille sur la descente (4e) et le super G (5e), se faisant voler la vedette par Vincent Kriechmayr, double vainqueur.
C'est en Italie que Paris empoche son prochain succès à l'occasion de la descente de Bormio en décembre 2021, où il est seulement inquiété par le meilleur skieur de l'hiver Marco Odermatt (+0,24 seconde).
En 2022, Paris concourt à ses quatrièmes jeux olympiques, à Pékin et obtient une nouvelle place d'honneur avec une sixième place en descente.

## Palmarès

### Jeux olympiques
| Épreuve / Édition   | Descente | Super G | Combiné |
| JO 2010 Vancouver   | —        | —       | 23e     |
| JO 2014 Sotchi      | 11e      | 20e     | 18e     |
| JO 2018 Pyeongchang | 4e       | 7e      | Abandon |
| JO 2022 Pékin       | 6e       | 21e     | —       |

Légende :
- : première place, médaille d'or
- : deuxième place, médaille d'argent
- : troisième place, médaille de bronze
- — : Dominik Paris n'a pas participé à cette épreuve

### Championnats du monde
| Épreuve / Édition                  | Descente | Super G | Combiné                          | Combiné par équipes              |
| Mondiaux 2011 Garmisch             | 20e      | —       | Abandon                          | Épreuve inexistante à cette date |
| Mondiaux 2013 Schladming           | Argent   | —       | 9e                               | Épreuve inexistante à cette date |
| Mondiaux 2015 Vail-Beaver Creak    | 23e      | 14e     | 10e                              | Épreuve inexistante à cette date |
| Mondiaux 2017 Saint-Moritz         | 13e      | 9e      | 4e                               | Épreuve inexistante à cette date |
| Mondiaux 2019 Åre                  | 6e       | Or      | 9e                               | Épreuve inexistante à cette date |
| Mondiaux 2021 Cortina d'Ampezzo    | 4e       | 5e      | —                                | Épreuve inexistante à cette date |
| Mondiaux 2023 Courchevel-Méribel   | 8e       | Abandon | Disqualifié                      | Épreuve inexistante à cette date |
| Mondiaux 2025 Saalbach-Hinterglemm | 4e       | 7e      | Épreuve inexistante à cette date | Abandon                          |

Légende :
- : première place, médaille d'or
- : deuxième place, médaille d'argent
- : troisième place, médaille de bronze
- : pas d'épreuve
- — : Non disputée par Dominik Paris

### Coupe du monde
- Meilleur classement général : 4e en 2019.
- 1 petit globe de cristal (Super G, 2019)
- 50 podiums (32 en descente, 17 en super G et 1 en combiné), dont 24 victoires.

#### Détail des victoires
| Édition / Épreuve | Descente                          | Super G                 | Total |
| 2012-2013         | Bormio Kitzbühel                  |                         | 2     |
| 2013-2014         | Lake Louise                       |                         | 1     |
| 2014-2015         |                                   | Kitzbühel               | 1     |
| 2015-2016         | Chamonix Kvitfjell                |                         | 2     |
| 2016-2017         | Kitzbühel Aspen                   |                         | 2     |
| 2017-2018         | Bormio                            |                         | 1     |
| 2018-2019         | Bormio Kitzbühel Kvitfjell Soldeu | Bormio Kvitfjell Soldeu | 7     |
| 2019-2020         | Bormio (x 2)                      |                         | 2     |
| 2020-2021         | Garmisch                          |                         | 1     |
| 2021-2022         | Bormio Kvitfjell                  |                         | 2     |
| 2023-2024         | Val Gardena                       |                         | 1     |
| 2024-2025         | Kvitfjell                         | Kvitfjell               | 2     |
| Total             | 19                                | 5                       | 24    |

#### Classements par saison
| Année/Classement | Année/Classement | Général | Général | Descente | Descente | Super G | Super G | Slalom géant | Slalom géant | Slalom | Slalom | Combiné | Combiné |
| ---------------- | ---------------- | ------- | ------- | -------- | -------- | ------- | ------- | ------------ | ------------ | ------ | ------ | ------- | ------- |
| Année/Classement | Année/Classement | Class.  | Points  | Class.   | Points   | Class.  | Points  | Class.       | Points       | Class. | Points | Class.  | Points  |
| 2009-2010        | 2009-2010        | 72e     | 91      | 43e      | 21       | 37e     | 19      | -            | -            | -      | -      | 21e     | 51      |
| 2010-2011        | 2010-2011        | 47e     | 171     | 21e      | 126      | 55e     | 4       | -            | -            | -      | -      | 20e     | 41      |
| 2011-2012        | 2011-2012        | 31e     | 294     | 14e      | 230      | 52e     | 8       | -            | -            | -      | -      | 18e     | 56      |
| 2012-2013        | 2012-2013        | 14e     | 462     | 3e       | 378      | 23e     | 44      | -            | -            | -      | -      | 11e     | 40      |
| 2013-2014        | 2013-2014        | 35e     | 234     | 15e      | 189      | 32e     | 26      | -            | -            | -      | -      | 22e     | 16      |
| 2014-2015        | 2014-2015        | 7e      | 745     | 4e       | 386      | 2e      | 353     | -            | -            | -      | -      | 36e     | 6       |
| 2015-2016        | 2015-2016        | 6e      | 805     | 3e       | 432      | 10e     | 212     | -            | -            | -      | -      | 4e      | 161     |
| 2016-2017        | 2016-2017        | 8e      | 653     | 3e       | 371      | 4e      | 277     | 56e          | 1            | -      | -      | 39e     | 4       |
| 2017-2018        | 2017-2018        | 12e     | 518     | 4e       | 386      | 16e     | 87      | -            | -            | -      | -      | 11e     | 45      |
| 2018-2019        | 2018-2019        | 4e      | 950     | 2e       | 520      | 1er     | 430     | -            | -            | -      | -      | -       | -       |
| 2019-2020        | 2019-2020        | 11e     | 556     | 5e       | 384      | 10e     | 145     | -            | -            | -      | -      | 23e     | 27      |
| 2020-2021        | 2020-2021        | 15e     | 426     | 3e       | 338      | 19e     | 88      | -            | -            | -      | -      | -       | -       |
| 2021-2022        | 2021-2022        | 8e      | 680     | 3e       | 522      | 9e      | 158     | -            | -            | -      | -      | -       |         |
| 2022-2023        | 2022-2023        | 18e     | 384     | 11e      | 210      | 9e      | 174     | -            | -            | -      | -      | -       |         |
| 2023-2024        | 2023-2024        | 8e      | 539     | 3e       | 342      | 7e      | 197     | -            | -            | -      | -      | -       |         |

### Championnats du monde junior
| Épreuve / Édition                    | Descente | Super G | Slalom géant | Slalom | Combiné |
| Mondiaux 2008 Formigal               | 19e      | Abandon | 5e           | -      | -       |
| Mondiaux 2009 Garmisch-Partenkirchen | Argent   | Bronze  | 20e          | 28e    | Argent  |

### Coupe d'Europe
- 6e du classement du super G en 2008.
- 3 podiums, dont 1 victoire en descente.

### Championnats d'Italie
- Champion du super G en 2009, 2013 et 2017.
- Champion de la descente en 2021.

## 5 Full Power
En dehors du ski, Dominik Paris est le chanteur et guitariste du groupe de death metal italien 5 Full Power,.